# ساگاما
ساگاما (به ایتالیایی: Sagama) یک کومونه در ایتالیا است که در استان اریستانو واقع شده‌است.

## خصوصیات
ساگاما ۱۱٫۶ کیلومترمربع مساحت و ۲۰۱ نفر جمعیت دارد و ۳۴۷ متر بالاتر از سطح دریا واقع شده‌است.